# Aprasia inaurita
Aprasia inaurita là một loài thằn lằn trong họ Pygopodidae. Loài này được Kluge mô tả khoa học đầu tiên năm 1974.